# Gunung Besar (berg i Indonesien, Aceh, lat 4,45, long 97,43)
Gunung Besar är ett berg i Indonesien.   Det ligger i provinsen Aceh, i den västra delen av landet, 1 600 km nordväst om huvudstaden Jakarta. Toppen på Gunung Besar är 1 365 meter över havet.
Terrängen runt Gunung Besar är varierad.Runt Gunung Besar är det mycket glesbefolkat, med 7 invånare per kvadratkilometer. I omgivningarna runt Gunung Besar växer i huvudsak städsegrön lövskog.